# Следящая диагностика
Следящая диагностика — один из методов нейропсихологического обследования, применяемый для диагностики состояния психических функций у детей дошкольного и младшего школьного возраста. В основе метода лежит систематическое наблюдение за деятельностью ребёнка в игровой, учебной ситуации и ситуации отдыха, что позволяет увидеть индивидуальные особенности функционирования его психических процессов в естественной среде. Помимо систематического наблюдения за поведением, следящая диагностика включает анализ выполнения творческих и учебных задач. Для детей дошкольного возраста применение данного метода позволяет избежать ограничений использования тестовых проб и заданий, требующих строго следовать инструкциям, что не всегда доступно ребенку в связи с недостаточной сформированностью функций программирования и контроля, и при выраженных задержках психического и речевого развития . В школе следящая диагностика используется не вместо нейропсихологических проб, а широко дополняет их. Ее основной целью становится нахождение нейропсихологом общего языка с учителями и родителями, так как от понимания учителем сильных и слабых звеньев ребенка во многом зависит успешность его обучения.
В обоих случаях метод следящей диагностики собирает и накапливает данные для нейропсихологического анализа и используется для выявления актуального уровня развития психических функций ребёнка и «зоны ближайшего развития».

## История
В 1940-60-е годы А. Р. Лурия разработал батарею нейропсихологических диагностических методик исследования состояния высших психических функций (ВПФ) у больных с локальными поражениями мозга. Он назвал свой метод качественным в противовес количественным методам, определяющим только наличие/отсутствие нарушения функции и степень его тяжести.
Позже луриевская батарея тестов благодаря сотрудникам Лаборатории нейропсихологии МГУ под руководством Т. В. Ахутиной была адаптирована для работы с детьми 6-8 лет. Но дети младших возрастов также нуждались в диагностике, необходимой для выбора методов дальнейшей нейропсихологической коррекции. Однако использовать луриевскую батарею тестов на них было затруднительно, так как дети 5-6 лет не имеют возможность выполнять пробы и соответствовать разработанным критериям их выполнения. Особенно это касалось детей с задержкой психического и речевого развития, для которых характерна быстрая истощаемость и повышенная утомляемость, даже при включении проб в игровой контекст.
В связи с тем, что в психологии именно метод наблюдения позволяет собрать большое количество данных для дальнейшего анализа, в 1995 году сотрудником Лаборатории нейропсихологии МГУ Н. М. Пылаевой был разработан метод следящей диагностики. С тех пор метод используется в российской нейропсихологии.

## Описание метода
Задачей метода является описание поведения, игровой и учебной деятельности ребенка с целью определения качественной специфики и механизмов состояния высших психических функций (ВПФ) ребёнка. Анализ ошибок в тетрадях по письму и математике позволяет увидеть, какие из слабых компонентов ВПФ, обнаруженных при нейропсихологическом обследовании, проявляются в школьных трудностях. Такой анализ становится возможным, поскольку описаны типы ошибок письма, счета, которые характерны для детей с разными первичными дефектами.

### Применение метода
Цель следящей диагностики, как и любого другого метода нейропсихологической диагностики — обнаружение слабых и сильных сторон психической деятельности ребёнка, прогноз последующего развития и обучения и создание стратегии коррекционной работы.
Наблюдение за детьми дошкольного возраста позволяет оценить:
1. Нейродинамические особенности протекания психических процессов. Оценивается время, необходимое для того, чтобы включиться в задание, переключиться с одного задания на другое, замедленность или импульсивность при выполнении, способность удерживать внимание и его колебания во время занятия, наличие или отсутствие повышенной чувствительности к звуковым и световым сигналам, временные периоды в сутках, когда ребёнок наиболее успешен.
  - Характер выполняемых заданий: данные особенности наблюдаются в любых, неспецифических заданиях.
2. Возможности ребенка в двигательной сфере — координированность, точность, ориентированность ребёнка в своем теле и пространстве вокруг, способность выполнения последовательных движений, тонкая моторика.
  - Характер выполняемых заданий: подвижные игры, музыкально-ритмические занятия, лечебная гимнастика, игры с пальчиками.
3. Доминантность полушария — выяснение ведущей конечности.
  - Характер выполняемых заданий: задания, где задействована одна или две руки (лепка, рисование, процесс игры), прыжки на одной или двух ногах.
4. Работа слухоречевого восприятия и памяти — удержание речевых инструкций, способность выучить стихотворение/песенку, усвоение представленных мелодии и ритма.
  - Характер выполняемых заданий: просьбы принести что-то, из другой комнаты, выполнить задание, музыкальные занятия.
5. Степень развития речи — наличие или отсутствие трудностей понимания чужой речи, монотонности, тенденции к заиканию, к скандированной речи, особенности звукопроизношения, слоговой структуры слова, построения фраз, объём активного словаря.
  - Характер выполняемых заданий: общение между детьми, общение ребёнка со взрослыми, задания на понимание и говорение.
6. Степень развитости зрительно-пространственных функций — способность к ориентации в пространстве комнаты, стола, листа бумаги.
  - Характер выполняемых заданий: любые игры в помещении, аппликации, игра мозаика, кубики Кооса.

Наблюдение за школьниками опирается на 
1. Выявления эффективных и неэффективных форм помощи — для этого наблюдение должно быть включенным, позволяя при затруднении в выполнении ребенком задания вмешаться в процесс и предложить тот или иной, в зависимости от гипотезы об источнике трудностей, вид помощи.
2. Анализ тетрадей, рисунков и поделок детей - опирается на выделенные ранее лабораторией Нейропсихологии МГУ особенности письма и решения

математических задач, которые связаны с нейропсихологическими профилями ВПФ детей .
Полученные данные сравниваются, сопоставляются с данными первичного анализа и конкретизированные таким образом представления о сильных и слабых сторонах ребенка позволяют нейропсихологу совместно с педагогом разработать тактику коррекционного воздействия.
Следящая диагностика используется не только при первичном обследовании, но и в текущем и в завершающем контроле коррекционно-развивающей работы.
В текущем контроле для анализа динамики необходимой глубины и качества оказываемой ребенку помощи, а в завершающем - для того, чтобы, помимо изменений в выполнении проб, оценить его поведение и успехи дома, в группе или школе.

## Преимущества  и недостатки метода
Метод следящей диагностики охватывает все сферы жизнедеятельности ребёнка, что даёт возможность получить полное и индивидуальное представление о его высших психических функциях. Он позволяет достичь большей экологической валидности диагностики, так как проникает именно в повседневные проблемы ребенка, учитывая его среду и социальное окружение. Однако метод имеет и ограничения, так как некоторые тонкости особых механизмов работы высших психических функций возможно обнаружить лишь специально спровоцировав ребёнка на выполнение задания, которое задействует работу каждого звена интересующей функции.